# Calochortus kennedyi
Calochortus kennedyi là một loài thực vật có hoa trong họ Liliaceae. Loài này được Porter miêu tả khoa học đầu tiên năm 1877.